# スプートニク (映画)
『スプートニク』（原題：Спутник）は、2020年に制作されたロシアのSFホラー映画。

## あらすじ
冷戦下の1983年。宇宙ステーションから切り離されて地球へと降下するソ連のオービタ4でトラブルが発生し、船員2人のうちコンスタンティン・ヴェシュニャコフだけが地上に生還した。
患者へ行った治療が問題となり2週間後に解雇される精神医学の医師タチアナ・ユリエヴナは、審問を終えた直後にセミラドフ大佐から「ある患者を診てほしい」と依頼され、仕方なく承諾する。連れて行かれたカザフの研究所で隔離されていた患者は、降下中の記憶を喪失したコンスタンティンだった。タチアナは簡単な問診でPTSDと診断すると、翌朝には研究所を離れるつもりで割り当てられた部屋に移動する。
しかし、夜中に訪ねてきたセミラドフ大佐に連れられてコンスタンティンのもとへ向かったところ、眠っている彼の口から奇妙な生命体が出てくる光景を見せられる。コンスタンティンはエイリアンに寄生されており、本人はそのことに気付いていないというのだ。セミラドフ大佐は、従来の治療法に捕らわれないタチアナならば、コンスタンティンからエイリアンを分離させられるのではないかと考えていた。タチアナはセミラドフ大佐の嘆願に応じ、エイリアンの分離に協力することを決める。
翌日の面談で精神的に揺さぶりをかけて体内のホルモン値を計測したタチアナは、より多くのデータを得るために昼間はコンスタンティンを通常の病室に移動させるよう提案する。また、体外に出たエイリアンと接触を試みた結果、コンスタンティンの意識がエイリアンと共有されていることや、彼から記憶力と社会的スキルを奪うことで、体外にいる時間を少しずつ延ばしていることが判明した。タチアナはコンスタンティンをモスクワの研究施設に移すことを考えるが、彼の現状を隠避しているセミラドフ大佐によって却下される。
タチアナが監視カメラの記録映像でエイリアンの行動を確認していると、ある時間の映像が抜け落ちていた。成果を餌にしてリーゲル研究局長に何をしているのか問い質すと、密かに研究所の離れにある建物へと連れてこられる。そこでは、隔離部屋から通路を通って出てきたエイリアンに、餌として檻に入れられた囚人が与えられていた。リーゲル曰く、エイリアンが食べるのは恐怖を感じた時に分泌されるコルチゾールという物質であり、全てはセミラドフ大佐の命令で行われているという。
非人道的な行いを許せなかったタチアナは、コンスタンティンにエイリアンの存在を明かすと同時に脱走を持ち掛ける。昼間の病室から抜け出したコンスタンティンはタチアナと合流すると、エイリアンの所業を全て記憶していることを明かした。彼は無事に研究所から出て息子と会うために記憶を失った振りをしており、モスクワから委員会が来て解放される2週間後まで、ここで行われていることを見逃してほしいと懇願する。その後、タチアナがエイリアンの食事に気付いたことを知ったセミラドフ大佐は彼女を呼び出すと、エイリアンを兵器化することが目的だと明かした。
エイリアンの食事へ立ち会うことを命じられたタチアナは、自らも檻の中に入ってエイリアンの前へと進み出る。恐怖を抑制したタチアナがコンスタンティンの好きな歌を歌うと、エイリアンは大人しくなってタチアナを襲わず、恐怖に怯える囚人に襲い掛かっていく。エイリアンを制御できると判断したセミラドフ大佐は「あとは分離させるだけだ」とタチアナに告げるが、彼女は既にエイリアンの分離方法に気付いていた。エイリアンはアジソン病を苦手としており、コンスタンティンに薬品を打って人為的に発症させればエイリアンを体外に出すことができるのだ。
タチアナはリーゲルの良心に訴えかけて脱走への協力を約束させると、コンスタンティンに「セミラドフ大佐の工作によって委員会は来ない」と告げ、2人で脱出することになる。しかし、計画は途中で露見してリーゲルは殺害され、タチアナとコンスタンティンもあと一歩のところで兵士に追い込まれてしまった。コンスタンティンは自ら薬品を打ち込んでエイリアンを体外に出し、兵士と戦わせている間にタチアナが彼を車に乗せることで、2人はなんとか研究所を脱出する。しかし、エイリアンが傷つけばコンスタンティンも同じように傷ついたことから、完全に分離させることは不可能であると判明した。
朝を迎える頃、エイリアンを捕獲したセミラドフ大佐が部下を引き連れて2人に追いつく。タチアナは拳銃を向けて抵抗するが、セミラドフ大佐は気にせず彼女に近付き、危害を加える。コンスタンティンは力を振り絞ってエイリアンを動かし、セミラドフ大佐たちを皆殺しにするが、エイリアンはコンスタンティンの体内に戻ってしまった。タチアナはコンスタンティンを助けることを誓うが、彼は拾っていた拳銃で自らを撃ち、エイリアンと共に死亡する。
コンスタンティンの死を見届けたタチアナは、彼の息子であるリョーシャを引き取りに施設へ向かった。

## 登場人物・キャスト
※括弧内は日本語吹き替え
タチアナ・ユリエヴナ
演 - オクサナ・アキンシナ（雨谷和砂）
精神医学の医師。治療のためなら手段を選ばないため、政府や学会から疎まれている。
幼少期のタチアナ
演 - ヴィタリヤ・コルニエンコ
コンスタンティン・ヴェシュニャコフ
演 - ピョートル・フョードロフ（三上哲）
宇宙飛行士。地球へ帰還する際にエイリアンに寄生されているが、その際の記憶を喪失しており、寄生に気付いていない。息子がいることを任務の直前に知ったため、帰還したら会いに行くつもりだった。
セミラドフ大佐
演 - フョードル・ボンダルチュク（板取政明）
カザフにある研究所の管理者。コンスタンティンに寄生したエイリアンの存在を本部には隠避している。厄介者扱いのタチアナを有用と判断してスカウトした。
ヤン・レオニードヴィチ・リーゲル研究局長
演 - アントン・ワシーリエフ
カザフにある研究所の研究局長。コンスタンティンに対して成果を出せずにおり、後からやってきたタチアナに冷たい態度を取る。
アヴェルチェンコ
演 - アレクセイ・デミドフ
宇宙飛行士。コンスタンティンと共にオービタ4に乗っていたが、地上では無残な姿で発見される。タチアナの調査によってアジソン病を患っていたことが判明する。
エイリアン
コンスタンティンに寄生した地球外生命体。光が苦手なため昼間は宿主の食道と胃に収まっており、夜中になると体外に出て生物を捕食する。
分離を試そうとするだけで宿主の生命が危険に晒されるが、同時に宿主の生命力を高めてもいる。コルチゾールという、恐怖を感じると分泌される物質が主食。